# Abdullah Al-Buloushi
Abdullah Al-Buloushi (16 febbraio 1960) è un ex calciatore kuwaitiano, di ruolo centrocampista.

## Carriera
Fece parte della rosa che partecipò al Campionato mondiale di calcio 1982, in cui segnò il gol del 4-1 nell'incontro contro la Francia (ultima rete finora messa a segno dalla nazionale kuwaitiana in una fase finale del Mondiale), oltre a partecipare ai Giochi olimpici del 1980.